# Yanoconodon allini
Lo yanoconodonte (Yanoconodon allini) è un mammifero estinto appartenente agli eutriconodonti. Visse nel Cretaceo inferiore (Barremiano, circa 122 milioni di anni fa) e i suoi resti fossili sono stati ritrovati in Cina.

## Descrizione
Yanoconodon era un piccolo mammifero, lungo meno di 15 centimetri. Aveva una costituzione leggera e probabilmente si nutriva di insetti, vermi e altri invertebrati. L'olotipo di Yanoconodon è così ben conservato che gli scienziati sono stati in grado di esaminare gli ossicini dell'orecchio medio. L'anatomia dell'orecchio medio di Yanoconodon è stata considerata una sorta di "Stele di Rosetta" per l'evoluzione dell'orecchio medio dei mammiferi. Inoltre, Yanoconodon possedeva costole lombari, una caratteristica particolarmente rara nei mammiferi di oggi. Un animale strettamente imparentato a Yanoconodon, noto come Jeholodens jenkinsi, è privo di queste costole lombari, ed è stato ipotizzato che questa differenza morfologica sia dovuta ai cambiamenti nei geni Hox, in particolare nel gruppo Hox10. Nel topo, una mutazione tripla che elimina tutti i geni Hox10 porta alla presenza di costole lombari; ciò rinforzerebbe la teoria che questi geni hanno sviluppato la capacità di reprimere la morfologia lombare ancestrale vista negli eutriconodonti (Luo et al., 2007).

## Classificazione
Yanoconodon allini venne descritto per la prima volta nel 2007, sulla base di un esemplare completo proveniente dalla formazione Huajiying nella provincia di Hebei, in Cina. Questa formazione sembrerebbe essere coeva della più nota formazione Yixian, che ha un'età di circa 122 milioni di anni. Yanoconodon appartiene al gruppo degli eutriconodonti, un gruppo di mammiferi arcaici considerato di un livello evolutivo anteriore alla diversificazione nei due grandi gruppi attuali di mammiferi, placentali e marsupiali. In particolare, Yanoconodon sembrerebbe essere strettamente imparentato con Jeholodens, anch'esso del Cretaceo inferiore della Cina.

## Etimologia
Il nome Yanoconodon è composto da due elementi: 'Yan' deriva dai Monti Yan nel nord della provincia di Hebei, vicino a dove è stato trovato l'olotipo di Yanoconodon; 'Conodon' è spesso usato come suffisso tassonomico per i mammiferi mesozoici, e significa 'dente cuspidato'. Il nome della specie, allini, deriva dal ricercatore mammiferi Edgar Allin, noto per la sua ricerca riguardante l'orecchio medio dei mammiferi.

## Paleoecologia
Come altri eutriconodonti, Yanoconodon probabilmente cacciava di notte per evitare il pericolo rappresentato dai dinosauri predatori durante il giorno. Come la maggior parte dei primi mammiferi, Yanoconodon aveva brevi zampe dirette leggermente all'infuori e artigli molto probabilmente utilizzati per scavare tane sottoterra o per dissotterrare il cibo.